# Єжвалд
Єжвалд (пол. Jerzwałd) — село в Польщі, у гміні Залево Ілавського повіту Вармінсько-Мазурського воєводства.
Населення — 332 особи (2011).

## Демографія
Демографічна структура станом на 31 березня 2011 року:
|          | Загалом | Допрацездатний вік | Працездатний вік | Постпрацездатний вік |
| -------- | ------- | ------------------ | ---------------- | -------------------- |
| Чоловіки | 163     | 31                 | 117              | 15                   |
| Жінки    | 169     | 34                 | 93               | 42                   |
| Разом    | 332     | 65                 | 210              | 57                   |